# يجعلو عامر (فلم)
يجعلو عامر هو فيلم مصري من إنتاج 2017 تأليف سيد السبكي إخراج شادي علي وبطولة أحمد رزق(عامر) والمطربة بوسي ؛ بيومي فؤاد ؛ محمود الليثي وإنتاج أحمد السبكي 

## ملخص الفيلم
تدور أحداث الفيلم حول عامر الشاب المعقد نفسيا الذي يطلق زوجته ثلاثة مرات بسبب تكرار المشاكل بينهما وهو من نوعية أفلام السبكي «التقليدية القديمة» التي اعتمدت على خلطة الراقصات والمطربين ولكنها لم تلاق نجاحا كبيرا كباق الأفلام من تلك النوعية بعد 2015  وخسر فيها السبكي وجود أحمد رزق الذي حقق نجاحا كبيرا في العديد من الأفلام آخرها فيلم الكنز الذي عرض بعد يجعله عامر بشهور مع المخرج شريف عرفة .

## الأبطال
- أحمد رزق
- بوسي
- محمود الليثي
- بيومي فؤاد
- هشام اسماعيل
- هياتم
- علاء مرسي
- نرمين ماهر
- تامر شلتوت
- داليدا انستازيا
- آلا كوشنير

## وصلات خارجية
- صفحة الفيلم في السينما دوت كوم
- ننشر إجمالى إيرادات فيلم أحمد رزق «يجعلو عامر»